# Passiena
Passiena is een geslacht van spinnen uit de familie wolfspinnen (Lycosidae).

## Soorten
De volgende soorten zijn bij het geslacht ingedeeld:
- Passiena albipalpis Roewer, 1959
- Passiena auberti (Simon, 1898)
- Passiena spinicrus Thorell, 1890
- Passiena torbjoerni Lehtinen, 2005